# Championnat de Lettonie de football 1997
Navigation
Saison précédente Saison suivante
La saison 1997 du Championnat de Lettonie de football était la 7e édition de la première division lettone. La Virsliga regroupe les 9 meilleurs clubs lettons au sein d'une poule unique qui s'affrontent 3 fois durant la saison. À l'issue du championnat, le club classé dernier est relégué en deuxième division.
C'est le Skonto Riga, champion de Lettonie depuis 6 saisons, qui remporte une nouvelle fois la compétition en terminant la saison en tête du championnat invaincu (20 victoires et 4 matchs nuls). C'est le 7e titre -consécutif- de champion de Lettonie de son histoire. Le Skonto réussit le doublé en battant en finale de la Coupe de Lettonie le Dinaburg FC.
Un dixième club, le FK Starts aurait dû prendre part au championnat, mais n'a pas pu s'inscrire en Virsliga à cause des critères financiers imposés par la LFF. Le club de Skonto/Metals, pensionnaire de D1, doit également repartir de deuxième division pour raisons financières et est remplacé par le FK Ventspils, club de D2.

## Les 9 clubs participants
| - Skonto Riga - Daugava Riga - Dinaburg FC - FK Baltika/Metalurgs - FK Universitate Riga | - FK Rezekne - FK Lokomotive Daugavpils - FK Valmiera - Promu de D2 - FK Ventspils |

## Compétition

### Première phase
Le barème de points servant à établir le classement se décompose ainsi :
- Victoire : 3 points
- Match nul : 1 point
- Défaite : 0 point

| Rang | Équipe                   | Pts | J  | G  | N | P  | Bp | Bc | Diff |
| ---- | ------------------------ | --- | -- | -- | - | -- | -- | -- | ---- |
| 1    | Skonto Riga (T) (C)      | 64  | 24 | 20 | 4 | 0  | 89 | 8  | +81  |
| 2    | Daugava Riga             | 43  | 24 | 13 | 4 | 7  | 35 | 27 | +8   |
| 3    | Dinaburg FC              | 42  | 24 | 12 | 6 | 6  | 37 | 19 | +18  |
| 4    | FK Ventspils             | 42  | 24 | 12 | 6 | 6  | 32 | 21 | +11  |
| 5    | FK Baltika/Metalurgs     | 31  | 24 | 9  | 4 | 11 | 27 | 32 | -5   |
| 6    | FK Universitate Riga     | 29  | 24 | 8  | 5 | 11 | 25 | 42 | -17  |
| 7    | FK Valmiera (P)          | 28  | 24 | 8  | 4 | 12 | 29 | 43 | -14  |
| 8    | FK Lokomotīve Daugavpils | 17  | 24 | 5  | 2 | 17 | 29 | 52 | -23  |
| 9    | FK Rēzekne               | 8   | 24 | 1  | 5 | 18 | 10 | 69 | -59  |

|  | Qualification pour la Ligue des champions 1998-1999                                |
|  | Qualification pour la Coupe des coupes 1997-1998 et pour la Coupe Intertoto 1998   |
|  | Qualification pour la Coupe UEFA 1998-1999                                         |
|  | Relégation en deuxième division                                                    |
|  | (T) Tenant du titre (C) Vainqueur de la Coupe de Lettonie (P) Promu de 2e division |

## Bilan de la saison
| Championnat de Lettonie de football 1997 |                        |
| Champion                                 | Skonto Riga (7e titre) |
| Coupes et trophées                       |                        |
| Vainqueur de la Coupe de Lettonie 1997   | Skonto Riga            |
| Qualifications continentales             |                        |
| Ligue des champions 1998-1999            | Skonto Riga            |
| Coupe des coupes 1997-1998               | Dinaburg FC            |
| Coupe UEFA 1998-1999                     | FK Daugava Riga        |
| Coupe Intertoto 1998                     | FK Dinaburg            |
| Promotions et relégations                |                        |
| Promus en Virsliga                       | Ranto Riga             |
| Relégués en Latvian First League         | FK Rezekne             |